# أوونيا كيمبادو
أوونيا كيمبادو (بالإنجليزية: Oonya Kempadoo)‏ (من مواليد 1966) روائية ولدت في المملكة المتحدة لأبوين من جويانا، ووالدها هو الكاتب بيتر كيمبادو.
ولدت أوونيا كيمبادو في ساسكس بإنجلترا، «وتنحدر من أصول هندية وأفريقية واسكتلندية مختلطة»، ونشأت في غيانا منذ سن الخامسة. درست كيمبادو الفن في أمستردام وعاشت أيضًا في ترينيداد وسانت لوسيا وتوباغو. وتعيش الآن في سانت جورجز بغرينادا.

## سيرتها الذاتية
بدأت كيمبادو الكتابة بجدية في عام 1997. ونُشرت روايتها الأولى «بوكستون سبايس» وهي قصة تشكيل ريفية وشبه سيرة ذاتية، وقد نُشرت في عام 1998.
وصفت صحيفة نيويورك تايمز روايتها بأنها «رائعة ومكتوبة بشكل رائع». أما كتابها الثاني "Tide Running" نشر عام 2001 : فتدور أحداثه في بليموث في توباغو، وهو قصة الأخوين الصغار كليف وأوسي.  وقد فاز الكتاب الثاني بجائزة كاسا دي لاس أميريكاس (Casa de las Américas) للأدب لأفضل رواية باللغة الإنجليزية.
تم ترشيح كلا الكتابين لجوائز دبلن الأدبية الدولية، الكتاب الأول في عام 2000 والثاني في عام 2003.
وفي عام 2011، شاركت أوونيا كيمبادو في برنامج الكتابة الدولي في جامعة أيوا في آيوا سيتي.
تم اختيار أوونيا كيمبادو كموهبة عظيمة للقرن الحادي والعشرين من قبل حكام جائزة أورانج (جائزة المرأة للخيال) كما أنها فائزة بجائزة  كاسا دي لاس أميريكاس.
قامت كاريل راسل بترشيح روايتها الثالثة " All Decent Animals" في قائمة القراءة الصيفية لأوبرا لعام 2013.

## وصلات خارجية
الموقع الرسمي للروائية أوونيا كيمبادو (بالإنجليزية).